# Gozdni strnad
Gozdni strnad (znanstveno ime Emberiza rustica) je ptica pevka, ki je velika približno kot domači vrabec. Ima bel trebuh z rdeče-rjavim pasom čez prsi. Samec ima črna, samica pa rjava lica.
Je ptica selivka. Občasno se pojavlja v Sloveniji, sicer pa živi v hladnejših krajih. Zadružje se v močvirnatih dolinah v tajgi in mešanem gozdu. Hrani se s semeni. Gnezdi na tleh in izleže 5-6 jajc.